# راسيل كونويل
راسيل كونويل (بالإنجليزية: Russell Conwell)‏ هو محامي وكاتب وكاهن أمريكي، ولد في 15 سبتمبر 1843 في South Worthington Historic District ‏ في الولايات المتحدة، وتوفي في 6 ديسمبر 1925 في فيلادلفيا في الولايات المتحدة.

## وصلات خارجية
- راسيل كونويل على موقع الموسوعة البريطانية (الإنجليزية)
- راسيل كونويل على موقع إن إن دي بي (الإنجليزية)